# Světový pohár v orientačním běhu 2011
Světový pohár v orientačním běhu v roce 2011 (Orienteering World Cup 2011) je série závodů v orientačním běhu. Tato soutěž je pořádaná každoročně Mezinárodním svazem orientačního běhu (IOF). První oficiální série světového poháru se konala v roce 1986 a poté každý druhý rok až do roku 2004. Od roku 2004 se světový pohár koná každoročně. V roce 2011 bylo na programu 10 bodovaných závodů: ve Finsku, Švédsku, Norsku, Francii, Česku a Švýcarsku.

## Program světového poháru 2011
| č.  | Datum           | Trať   | Místo                        | Závod                                 | Vítěz muži        | Vítěz ženy            |
| --- | --------------- | ------ | ---------------------------- | ------------------------------------- | ----------------- | --------------------- |
| 1.  | 16. červen 2011 | Middle | Porvoo, Finsko               | Nordic Orienteering Tour 2011         | Matthias Kyburz   | Linnea Gustafssonová  |
| 2.  | 21. června 2011 | Sprint | Göteborg, Švédsko            | Nordic Orienteering Tour 2011         | Jerker Lysell     | Galina Vinogradovová  |
| 3.  | 25. června 2011 | Middle | Oslo, Norsko                 | Nordic Orienteering Tour 2011         | Daniel Hubmann    | Annika Billstamová    |
| 4.  | 16. srpna 2011  | Sprint | Savojsko, Francie            | WOC 2011                              | Daniel Hubmann    | Linnea Gustafssonová  |
| 5.  | 17. srpna 2011  | Long   | Savojsko, Francie            | WOC 2011                              | Thierry Gueorgiou | Annika Billstamová    |
| 6.  | 19. srpna 2011  | Middle | Savojsko, Francie            | WOC 2011                              | Thierry Gueorgiou | Helena Janssonová     |
| 7.  | 24. září 2011   | Middle | Liberec, Česko               | O-World Cup Liberec 2011              | Pasi Ikonen       | Dana Šafka Brožková   |
| 8.  | 25. září 2011   | Long   | Liberec, Česko               | O-World Cup Liberec 2011              | Marc Lauenstein   | Minna Kauppiová       |
| 9.  | 1. října 2011   | Middle | La Chaux-de-Fonds, Švýcarsko | Orientierungslauf Weltcup Finale 2011 | Thierry Gueorgiou | Tove Alexanderssonová |
| 10. | 2. října 2011   | Sprint | La Chaux-de-Fonds, Švýcarsko | Orientierungslauf Weltcup Finale 2011 | Daniel Hubmann    | Minna Kauppiová       |

## Konečné pořadí TOP - 10
| Muži     | Muži      | Muži              | Muži | Ženy     | Ženy      | Ženy                  | Ženy |
| Umístění | Země      | Jméno a příjmení  | Body | Umístění | Země      | Jméno a příjmení      | Body |
| -------- | --------- | ----------------- | ---- | -------- | --------- | --------------------- | ---- |
| 1.       | Švýcarsko | Daniel Hubmann    | 788  | 1.       | Švédsko   | Helena Janssonová     | 500  |
| 2.       | Francie   | Thierry Gueorgiou | 560  | 2.       | Finsko    | Minna Kauppiová       | 480  |
| 3.       | Švýcarsko | Matthias Merz     | 475  | 3.       | Švédsko   | Lena Eliassonová      | 478  |
| 4.       | Švýcarsko | Matthias Kyburz   | 391  | 4.       | Švédsko   | Annika Billstamová    | 431  |
| 5.       | Švýcarsko | Matthias Müller   | 346  | 5.       | Švédsko   | Maja Almová           | 420  |
| 6.       | Finsko    | Pasi Ikonen       | 342  | 6.       | Česko     | Dana Šafka Brožková   | 389  |
| 7.       | Švýcarsko | Fabian Hertner    | 322  | 7.       | Švédsko   | Tove Alexanderssonová | 375  |
| 8.       | Norsko    | Olav Lundanes     | 312  | 8.       | Finsko    | Merja Rantanenová     | 373  |
| 9.       | Švédsko   | Jerker Lysell     | 285  | 9.       | Švédsko   | Signe Soesová         | 364  |
| 10.      | Švédsko   | Anders Holmberg   | 255  | 10.      | Švýcarsko | Rahel Friederichová   | 322  |